# Progressive trance
La progressive trance è un sottogenere di musica elettronica, proveniente dalla trance, che si è diffuso a cavallo fra gli anni novanta e gli anni 2000. Oggi il genere ha subito diverse trasformazioni e influenze ed è generalmente indirizzato verso l'ascolto piuttosto che al ballo.

## Storia

### Le origini: il periodo "dream" 1995-1997
Il periodo di metà anni novanta coincide con l'avvento di due definizioni di genere: dream progressive e mediterranean progressive.
Con la prima definizione si intende la prima forma di progressive che ha successo nella dance internazionale tra il 1995 ed il 1997, contraddistinta da melodie sognanti ed evocative unite ai loop ossessivi della musica techno, tra i quali spicca Children di Robert Miles, disco capace di raggiungere i sei milioni di copie vendute nell'inverno tra il 1995 e il 1996. Le origini della dream progressive sono da ricercarsi nella risposta alle pressioni sociali che si verificarono in Italia durante i primi anni novanta, quando, la crescita del fenomeno dei rave e la conseguente popolarità delle discoteche tra giovani e adulti aveva creato una tendenza settimanale di decessi legati a incidenti stradali, causati dall'assunzione di alcol e droghe, e da colpi di sonno durante la guida dovuti alla danza estenuante. Children di Robert Miles fu realizzata proprio a causa di questi incidenti. La musica più calma e riflessiva di questi deejay per concludere le serate, diventò un mezzo per contrastare le frenetiche e ripetitive tracce che precedevano tale tipo di musica e venne accolta con approvazione da parte delle autorità e dei genitori delle vittime di incidenti stradali.
A questo termine "dream" si associa quello di "mediterranean progressive", nome inventato dalla casa discografica di Gianfranco Bortolotti per definire quel tipo di musica prodotta in seno alla sua etichetta indipendente Media Records, ovvero la musica prodotta da Gigi D'Agostino, Mario Più, Ricky Le Roy e Mauro Picotto. L'idea di pubblicizzare Gigi D'Agostino come inventore della mediterranean nasce dal fatto che D'Agostino, già nei primi anni novanta, aveva pubblicato con la Discomagic brani come Noisemaker Theme che precorrevano la progressive di almeno due anni rispetto all'effettiva diffusione del genere.
Nel 1995 i singoli Fly e Gigi's Violin di D'Agostino anticipano l'album omonimo dell'artista, che raggiungerà le 60 000 copie in Italia, ottenendo il disco d'oro e consacrando la mediterranean progressive come effettiva scena locale italiana, indipendente dall'uso in Europa del termine "dream", con il quale produzioni come Celebrate the Love di Zhi-Vago seguono l'onda di Robert Miles, che nell'estate del 1996 replica il successo di Children con Fable e incide un intero album: Dreamland.

## Struttura dei brani
I brani possono essere considerati delle piccole composizioni musicali, sia per la loro durata (tipicamente compresa fra i 5 e gli 8 minuti), sia per la presenza di vari strumenti musicali, di un arrangiamento curato e di una struttura più complessa rispetto ad altri generi di musica elettronica.
Solitamente sono strutturati in cinque parti fondamentali:
- Introduzione o intro
- Prima parte
- Fase Climax
- Seconda parte
- Conclusione o outro

L'introduzione è caratterizzata dalla presenza di una base molto ritmata e insistente, prodotta essenzialmente da una grancassa e da una bassline caratteristica.
Nella prima parte subentrano progressivamente i piatti, che vanno ad integrarsi con le percussioni, e i riff di sintetizzatore e tastiere. Talvolta compaiono anche cori e brevi frasi cantate da voci femminili. In questa parte i brani progressive riescono a fondere una sonorità incalzante e insistente (prodotta dalle percussioni, dai piatti e da una velocità superiore ai 130 bpm) con una sonorità più tranquilla e distesa (dovuta alla presenza di note prolungate e riff di sintetizzatore).
Dopo due/tre minuti la prima parte giunge a un climax, successivamente collegato allo svuoto da determinati effetti di distensione. Quest'ultima parte è caratterizzata da una durata compresa fra uno e due minuti, in cui tutta l'orchestrazione si ferma lasciando il posto a melodie tranquille e d'atmosfera, ottenute con arpeggiatori elettronici e sintetizzatori.
Sul finire dello svuoto si ha un crescendo delle percussioni e di altri effetti elettronici che conducono alla seconda parte, la quale ripropone le melodie precedentemente ascoltate con quelle della prima parte. Successivamente i vari effetti sonori vengono progressivamente rimossi, finché si perviene alla conclusione, generalmente identica all'introduzione. Questa caratteristica rende i brani progressive di tipo ciclico e non lineare.

## Strumenti utilizzati
Gli strumenti principali dei brani progressive sono i sintetizzatori, le drum machine, i sequencer e le tastiere. Tuttavia, recentemente vengono impiegati anche strumenti musicali più tradizionali quali pianoforte, violino, chitarra acustica ed elettrica, utilizzati specialmente nello svuoto e nella seconda parte. In numerosi brani compaiono anche suoni campionati dalla natura, quali le onde del mare, il cinguettio degli uccelli e lo scrosciare della pioggia.

## Artisti principali
| - Above & Beyond - Roland Brant - Robert Miles - Daniel Kandi - Armin van Buuren - Dash Berlin - Markus Schulz - Mike Dierickx - Paul Oakenfold - Tiësto |